# Rossijané
Россияне (česky Rusové, rusky россия́не, j.č. muž. россия́нин / rossijanin, j.č. žen. россия́нка / rossijanka) je ruské politonymum, označení pro osoby žijící na území Ruska (rusky Россия), tedy nejen etnické Rusy, ale veškeré, tj. historické obyvatelstvo ruský lid a společensko-politické osídlení, případně politický národ, společenství občanů Ruské federace, a to různé etnické, náboženské, sociální a jiné příslušnosti, který se vyvinul na základě historické státnosti Ruska.
Ruština v tomto případě rozlišuje dva typy obyvatelských jmen: jedno svázané spíše s historickým a etnickým významem (ру́сский), tedy spíše chápané jako etnonymum, druhé s modernějším, politickým významem, vyjadřujícím příslušnost ke státnímu útvaru, novodobě občanstvím (россия́нин), pro které ruská teorie přišla s názvem politonymum. Kromě toho ještě existuje výraz русин (česky Rusín), který ale označuje karpatské etnikum žijící na pomezí Ukrajiny, Polska, Slovenska a Maďarska.
V češtině, polštině, ukrajinštině a mnoha jazycích se pro obyvatelstvo jak ve státním, tak v etnickém významu používají zpravidla shodné výrazy bez rozlišení významu.

## Vymezení pojmu
Россияне mají složité etnické a náboženské složení. Zahrnuje více než 190 etnických komunit, z nichž více než 80 % jsou Rusové (údaje ze sčítání lidu v roce 2010). 99,7 % Rusů mluví rusky a přibližně 70 % Rusů se považuje za stoupence pravoslaví. V Rusku je značně rozšířen také islám, buddhismus, judaismus a další náboženství.
Řada odborníků, politiků a osobností veřejného života chápání obyvatel Ruska jako společensko-politické a historicko-kulturní celistvosti v podobě občanského národa nepovažuje za přesné. Průzkumy veřejného mínění však ukazují, že ruská identita ve smyslu «мы — россияне» („my jsme Rusové“), je na prvním místě mezi ostatními formami kolektivní identity.

## Historie
Termín россияне se objevil v 16. století jako celoruské či obecně východoslovanské etnonymum, které od té doby prošlo významným významovým vývojem. Svůj moderní význam získal v ruštině v 90. letech.
Výraz „россияне“, vytvořený od ruského pojmenování pro Rusko „Rossija“, řecko-byzantského názvu historické Rusi, byla poprvé použita Maximem Řekem v roce 1524. Tato forma byla dlouhou dobu omezena na církevní a knižní mluvy. Od 80. let 16. století k jeho propagaci docházelo především mezi haličsko-ruskými pravoslavným měšťanstvem a mezi lvovským bratrstvem Nanebevzetí Panny Marie. Později se rozšířila do Kyjeva a zemí Ruského carství, kde se ve druhé polovině 17. století všeobecně rozšířilo. Jednalo se o slavnostnější literární verzi etnonyma „Rusíni“, což bylo v té době označení jak obyvatel západního Ruska, tak ruského státu (a vytlačilo souhrnnou formu „Rus“). V ruském státě byl termín „Rusové“ popularizován především kulturními osobnostmi západní Rusi, včetně Simeona Polockého, stejně jako archimandrity Kyjevsko-pečerské lávry Innokenta, kteří všechny obyvatele Velké, Malé a Bílé Rusi, označující jako historické Rusko. Termín tedy bez ohledu na politické hranice své doby (hranice Ruska a Polsko-litevské unie) zahrnoval tyto skupinu lidí, což se později odrazilo v konceptu velkoruského lidu, v němž byli všichni východní Slované považováni za Rusy.
Termín "россияне" (s variantou россияни) používali Andrej Lyzlov, Petr I., Feofan Prokopovič. V 18. století byla široce používána spolu s poetickou formou „rossy“, používali ji Michail Lomonosov, Michail Ščerbatov, Nikolaj Karamzin a další. Na přelomu 18. a 19. století však začíná přechod k sentimentalismu a romantismu, což znamená přiblížení se lidové tematice a jednoduššímu jazyku. Proto v 19. století populární substantivizované adjektivum „ruský“ (русский – elipsa z frází ruský lid, ruský člověk) vytlačuje staré knižní helénismy. Výraz „россияне“ se zachoval pouze jako slavnostní, vznešená, poetická forma (například „Ach, hlasitý věk válečných sporů, svědek slávy Rusů“ od Alexandra Puškina). Brockhaus-Efronův slovník na konci 19. století napsal, že tvar „россияне“ je umělý a grandiózní, zastarává.